# Dagni
Dagni (ros. Дагни) – wieś w Rosji, w Dagestanie, w rejonie tabasarańskim. W 2010 liczyła 315 mieszkańców, głównie Tabasaranów.